# 長襪

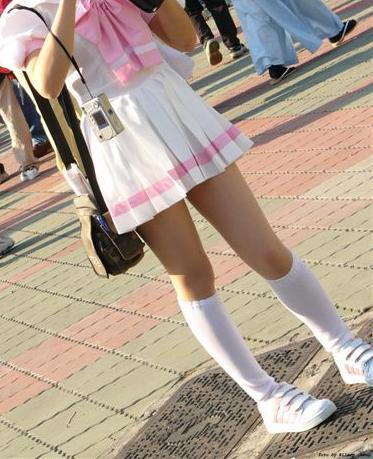
及膝襪

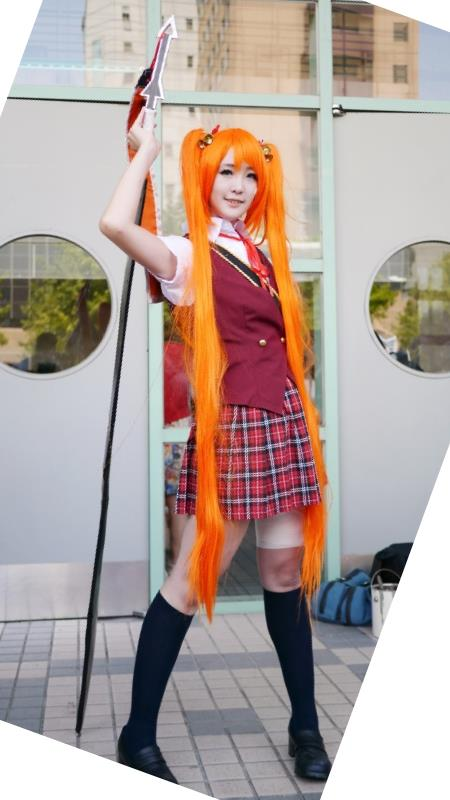
穿及膝袜的cosplayer

長襪，又稱為及膝袜、小腿袜、膝下袜、中筒袜，是一种长度覆盖小腿、接近或到达膝盖的袜子，大部分是以棉質或尼龍材质製成。
在不同文化中，及膝袜承载的功能与象征意义各异。在东亚多地，深黑色、深蓝色或白色的棉质及膝袜常作为女性校服的标准搭配，具体款式因校规、校风与流行趋势而有所不同。此外，在部分学校或特定制服规定下，男生也会穿着及膝袜，这一现象多见于强调统一着装的教育体系中。
20世纪末，受日本青少女文化影响，及膝袜与膝上袜开始成为街头时尚的代表元素。黑色及膝袜搭配短裙一度风靡亚洲多地，成为年轻群体中象征青春与活力的标志性穿搭，并通过影视、动漫等媒介进一步强化其吸引力。随着时尚不断演变，传统的黑色及膝袜逐渐被运动风、复古风等多元风格取代，流行搭配不再局限于单一模式。在韩国，白色及膝袜搭配玛丽珍鞋或乐福鞋的学院风穿搭逐渐兴起，并通过韩流文化进一步推广到其他地区。
职场中，上班族女性穿着及膝丝袜的情况则逐渐减少，更倾向于选择连裤袜、短袜或直接裸露脚踝的无袜风格。

## 历史

### 东方
明治维新时期，日本在推行西化改革时引入了西式制服体系。作为制服标配的及膝袜既满足保暖需求，又能配合长靴穿着，保持制服整洁。这一时期，及膝袜主要见于男性制服群体，包括军人、警察、铁路职员及男学生。进入20世纪后，随着女性教育普及，女校制服广泛采用及膝袜作为标准搭配。与此同时，男生制服设计趋于实用化，多采用西式军装改良的学生服，下身搭配长裤。因裤装本身具备腿部覆盖功能，逐渐淘汰了及膝袜的实用性。这一分化使得及膝袜在社会认知中逐渐女性化，最终演变为女性的专属服饰。

### 西方
古时候的希腊人、埃及人、罗马人和欧洲人都曾穿着一种类似膝下袜的服装。第一双膝下袜出现于罗马帝国时代。在当时，人们用布包裹小腿，并用皮带绑着，以达到防护和保暖的目的。

## 流行文化
- 在日本，多數小學生皆會穿著及膝襪，以保護小腿避免受蚊蟲叮咬。从2000年开始，泡泡袜渐渐地退流行，取代而之的便是这种及膝袜。许多女国中生和高中生都穿及膝袜去上学，其中以黑色、白色、茶色及绀色为主；根据当地学生的说法，这是因为这些颜色「和制服很搭」、「具时尚感」、「能让自己活得更有自信」等等。
  - 不少美少女漫畫或美少女遊戲的女生角色都穿這一種襪子，因此也是萌屬性之一。

- 台湾的部分國中及小學仍不分性別要求學生穿著（私立學校居多），以求整齊。
  - 在2005年前，台湾的國中及小学皆不分性別要求学生穿着及膝襪

- 在西方，因為1960年代到1970年代迷你裙的盛行，所以開始有許多女性穿起及膝襪；在当时，及膝袜是女子校服的一部分，其中各有不同的颜色、款式和透肤度。在冬天，这种袜子经常搭配长过膝盖的裙襬、或长裤及緊身褲以达到保暖的效果。

## 軍事
英國陸軍和英國皇家海軍要求男軍人穿長毛絨襪，目的是為了保護在戰壕作戰時的軍人的腳，並預防足癬（香港腳）。在兩次世界大戰中，婦女們將及膝袜寄給作戰中的軍隊。